# 石田義雄
石田 義雄（いしだ よしお、1943年5月24日 - ）は、日本の鉄道実業家、鉄道技術者。JR東日本代表取締役副社長や、同社取締役副会長、日本人初の国際鉄道連合会長、日本鉄道運転協会会長などを歴任した。

## 人物・経歴
東京都生まれ。1967年東京工業大学理工学部機械工学科卒業、日本国有鉄道入社。1983年静岡鉄道管理局経理部長。1985年九州総局運転車両部長。1986年首都圏本部次長。同年東日本旅客鉄道設立準備室次長。1987年東京南鉄道管理局運転部長。同年東日本旅客鉄道入社、東京圏運行本部運輸部長。1989年鉄道事業本部安全対策部長。1991年鉄道事業本部運輸車両部担当部長。1992年取締役高崎支社長。1994年取締役鉄道事業本部運輸車両部長。1995年取締役鉄道事業本部副本部長。1998年常務取締役東京地域本社長。2000年代表取締役副社長鉄道事業本部長。2004年取締役副会長。国際鉄道連合の再建にあたり、2009年からは日本人初の同会長を務めた。2012年東日本旅客鉄道監査役。2013年日本鉄道運転協会会長。2015年蔵前工業会理事長。2019年JR東日本パーソネルサービス顧問。2020年ぐるなび監査役。2021年日本鉄道運転協会名誉会長。日本鉄道車輌工業会監事、日本交通協会副会長、日本交通文化協会理事、東京工業大学経営協議会委員、東京藝術大学経営協議会外部委員、秋田県立大学経営協議会委員等も歴任。